# Кубок обладателей кубков КАФ 1975
Кубок обладателей кубков КАФ 1975 — 1-й розыгрыш клубного футбольного турнира КАФ. В турнире приняли участие обладатели Кубков из 15 африканских стран. Победителем стал камерунский клуб Тоннер.

## Первый раунд
| Команда 1             | Итог      | Команда 2      | 1-й матч | 2-й матч |
| --------------------- | --------- | -------------- | -------- | -------- |
| Эль Иттихад Сакандари | 2-0       | Сент-Джордж    | 2-0      | 0-0      |
| Ифодже                | 3-2       | Сахель         | 1-0      | 2-2      |
| Майти Джетс           | 2-2(г.в.) | Тоннер         | 2-2      | 0-0      |
| Муфулира Уондерерс    | 6-1       | Джеши Занзибар | 3-0      | 3-1      |
| Постел Спорт          | 1-3       | Тампет Мокаф   | 0-1      | 1-3      |
| Стелла д’Аджаме       | 2-0       | Майти Барол    | 1-0      | 1-0      |
| Уоллидан              | 0-2       | Жанна д’Арк    | 0-0      | 0-2      |
| Фортиор               | авто      |                |          |          |

## Четвертьфиналы
| Команда 1             | Итог | Команда 2       | 1-й матч | 2-й матч |
| --------------------- | ---- | --------------- | -------- | -------- |
| Эль Иттихад Сакандари | -    | Тоннер          | 4-0      | 0-3      |
| Ифодже                | 0-5  | Стелла д’Аджаме | 0-1      | 0-4      |
| Жанна д’Арк           | 4-2  | Тампет Мокаф    | 1-1      | 3-1      |
| Муфулира Уондерерс    | -    | Фортиор         |          |          |

## Полуфиналы
| Команда 1   | Итог | Команда 2          | 1-й матч | 2-й матч |
| ----------- | ---- | ------------------ | -------- | -------- |
| Жанна д’Арк | 3-4  | Стелла д’Аджаме    | 2-2      | 1-2      |
| Тоннер      | 3-2  | Муфулира Уондерерс | 1-0      | 2-2      |

## Финал
Первый матч состоялся 30 ноября, ответный — 14 декабря 1975 года.
| Команда 1       | Итог | Команда 2 | 1-й матч | 2-й матч |
| --------------- | ---- | --------- | -------- | -------- |
| Стелла д’Аджаме | 1-5  | Тоннер    | 0-1      | 1-4      |

## Чемпион
| Победитель Кубок обладателей кубков КАФ 1975 |
| -------------------------------------------- |
| Тоннер 1-й титул                             |